# Central elèctrica de balcó

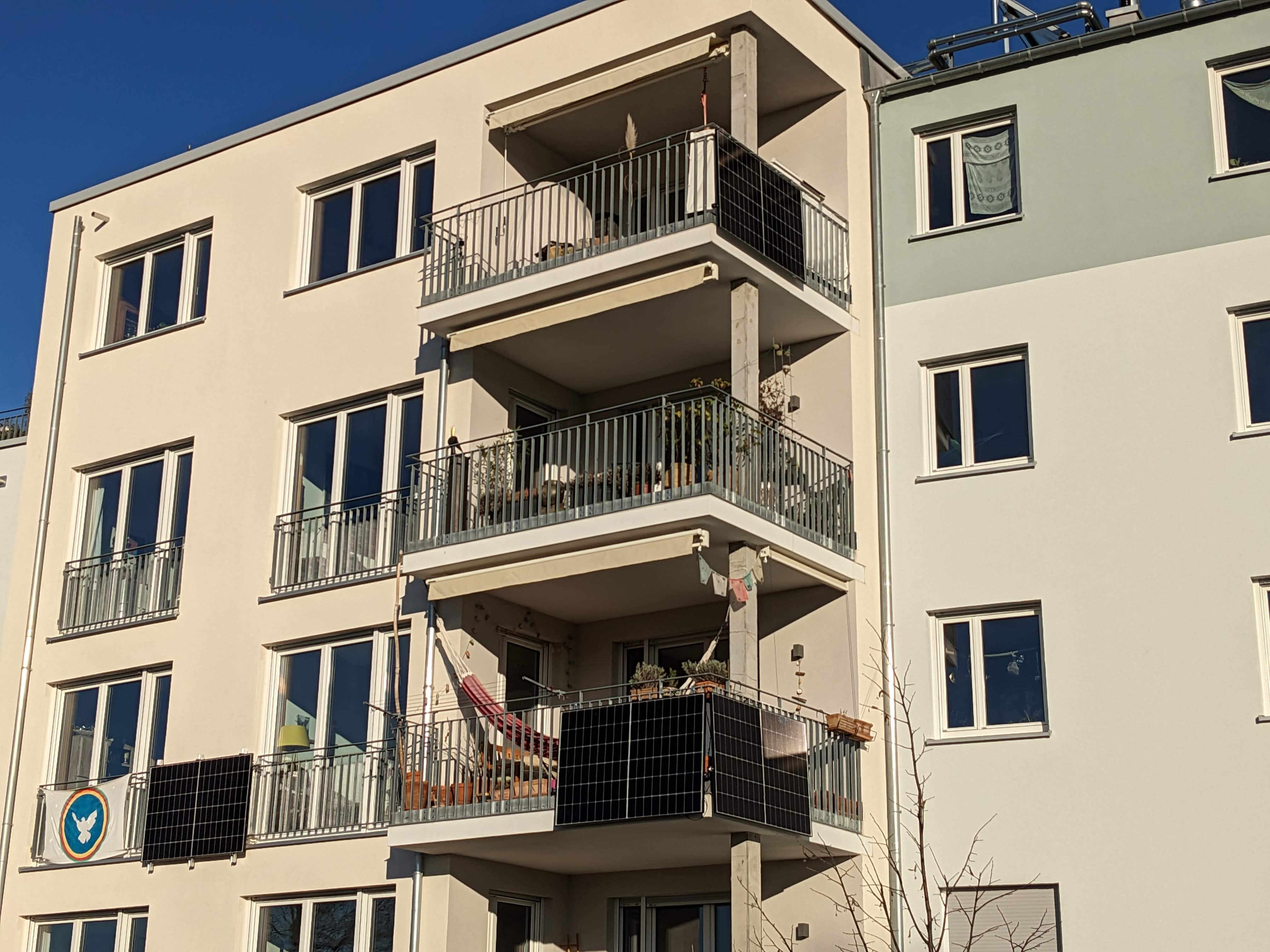
Balcons amb plaques fotovoltaïques

Una central elèctrica de balcó és un petit sistema fotovoltaic amb una capacitat fins a 600 o 800 Watt que es pot endollar plug and play sense assistència d'un tècnic. Pot produir uns 10% del consum anual d'una família mitjana. Amb els preus de 2022 representa un estalvi anual de 300 euros. La facilitat d’instal·lació n'és un dels seus punts forts. No és cap panacea, però nogensmenys pot contribuir a reduir les emissions nocives i fe energia neta.
A Alemanya es considera com un electrodomèstic, que un llogater pot instal·lar sense gaire burocràcia i sense la intervenció d'un lampista, la reglamentació hi és en via de simplificació, per accelerar el canvi energètic davant la crisi climàtica. N'hi ha prou amb un comptador i una xarxa domèstica moderns així com una protecció per evitar que el corrent passi a la xarxa del distribuïdor per protegir els treballadors quan hi han de treballar. El 2023, el preu varia de 500 a 1200 euros. L'equip se sol compondre d'unes o dues plaques solars, un inversor, un cable amb endoll, i segons el fabricant, un kit de fixació. Si el muntatge més freqüent és la barana d'un balcó, també es pot fer servir una paret, terrat o pati. Com és una solució endollable i amovible, pot formar una solució per a llogaters que no tenen una mancomunitat d'autoconsum o que no troben un acord amb el propietari. Quan es canvia de pis, es desmunta i es trasllada al pis nou.
Al mercat alemany ja va esdevenir un producte de consum popular: el 2021 se'n van vendre uns 150.000 i el mercat de 2023 s'avalua a 500.000 centrals. Als Països Catalans, tot i haver-hi més sol, l'urbanisme dens fa que en carrers estrets sovint els balcons es queden a l'ombra, la qual cosa en redueix la capacitat de producció d'energia elèctrica. Les exigències burocràtiques hi depenen de cada consistori i del govern regional. Molts municipis prohibeixen fixar elements als balcons. Tot i això, el mercat evoluciona ràpidament i es desenvolupen formes que s'integren perfectament en l'arquitectura. L'administració de la Generalitat de Catalunya encara roman un obstacle, en mantenir una reglamentació complicada, a la generalitat de València és més senzilla.